# AFCアジアカップ2011 (予選)

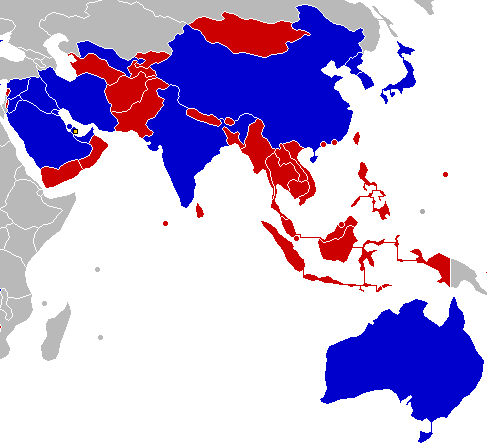
アジアカップ2011 本戦出場国
アジアカップ2011 予選敗退国

AFCアジアカップ2011（予選）は、2011年1月にカタールで行われたAFCアジアカップ2011の予選である。

## 予選形式
第1シードのイラクから、第3シードの韓国までは、AFCアジアカップ2007の成績により出場権を獲得。第23シードのレバノンと第24シードのモルディブで1次予選を行った。1次予選の勝者、第4シードの日本から第22シードのインドまでを含めた20カ国で最終予選を行った。
最終予選を勝ち抜いた10カ国に加え、開催国のカタール、第1シードから第3シードまでの3カ国、更にはAFCチャレンジカップの成績による2カ国（インド、朝鮮民主主義人民共和国）を含めて本大会出場16カ国が決定した。

## 予選参加チームおよびシード順
| 予選免除                            | 最終予選から参加 | 最終予選から参加 | 1次予選から参加           |
| ----------------------------------- | --- | --- | ------------------------- |
| 1. イラク 2. サウジアラビア 3. 韓国 | 1. 日本 2. オーストラリア 3. イラン 4. ウズベキスタン 5. ベトナム 6. 中国 7. タイ 8. インドネシア 9. アラブ首長国連邦 | 1. バーレーン 2. オマーン 3. マレーシア 4. ヨルダン 5. シリア 6. 香港 7. イエメン 8. クウェート 9. シンガポール 10. インド | 1. レバノン 2. モルディブ |

※当初 朝鮮民主主義人民共和国・ ミャンマー・ トルクメニスタンもエントリーしたものの、組み合わせ抽選前に出場辞退した。

## 1次予選
- 第1戦は2008年4月9日にレバノンで、第2戦は2008年4月23日にモルディブで開催された。

| 第23シード | 2試合合計 | 第24シード |
| ---------- | --------- | ---------- |
| レバノン   | 6 – 1     | モルディブ |

| 2008年4月9日 |

| レバノン                                                          | 4 - 0 | モルディブ |
| エル・アリ 5分 · ヤークブ 11分 · アトウィ 13分 (PK) · ガダル 39分 |       |            |

| カミール・シャムーン・スポーツ・シティ・スタジアム（ベイルート） |

| 2008年4月23日 |

| モルディブ  | 1 - 2 | レバノン                           |
| カシム 22分 |       | コルハニ 9分 · アル・ジャマル 75分 |

| ガロル国立競技場（マレ） |

- 2戦合計 6–1でレバノンが、最終予選進出。

## 最終予選

### 組み合わせ抽選
- 2008年7月3日に組み合わせ抽選が、カタール（ドーハ）で行われた。

| ポット1                                            | ポット2                                            | ポット3                                  | ポット4                                          |
| -------------------------------------------------- | -------------------------------------------------- | ---------------------------------------- | ------------------------------------------------ |
| 日本 オーストラリア イラン ウズベキスタン ベトナム | 中国 タイ インドネシア アラブ首長国連邦 バーレーン | オマーン マレーシア ヨルダン シリア 香港 | イエメン クウェート シンガポール インド レバノン |

### グループ A
| 順 位 | チーム     | 勝 点 | 試 合 | 勝 利 | 引 分 | 敗 戦 | 得 点 | 失 点 | 点 差 |
| ----- | ---------- | ----- | ----- | ----- | ----- | ----- | ----- | ----- | ----- |
| 1     | 日本       | 15    | 6     | 5     | 0     | 1     | 17    | 4     | +13   |
| 2     | バーレーン | 12    | 6     | 4     | 0     | 2     | 12    | 6     | +6    |
| 3     | イエメン   | 7     | 6     | 2     | 1     | 3     | 7     | 9     | -2    |
| 4     | 香港       | 1     | 6     | 0     | 1     | 5     | 1     | 18    | -17   |

| 2009年1月20日 |

| 日本                         | 2 - 1 | イエメン        |
| 岡崎慎司 7分 · 田中達也 64分 |       | ファドリー 46分 |

| 熊本県民総合運動公園陸上競技場（熊本） |

| 2009年1月21日 |

| 香港 | 1 - 3 | バーレーン |
|      |       |            |

| 香港スタジアム（香港） |

| 2009年1月28日 |

| イエメン            | 1 - 0 | 香港 |
| アル・セルウィ 52分 |       |      |

| アリー・ムフシン・スタジアム（サナア） |

| 2009年1月28日 |

| バーレーン  | 1 - 0 | 日本 |
| イーサ 24分 |       |      |

| バーレーン・ナショナル・スタジアム（リファー） |

| 2009年10月8日 |

| 日本                                                                                | 6 - 0 | 香港 |
| 岡崎慎司 18分, 75分, 78分 · 長友佑都 29分 · 中澤佑二 51分 · 田中マルクス闘莉王 67分 |       |      |

| アウトソーシングスタジアム日本平（静岡） |

| 2009年11月18日 |

| バーレーン                                                                            | 4 - 0 | イエメン |
| アブドゥッラティーフ 20分 · ファタディ 28分 · サルマーン 64分 · （Al-Dali） 75分 (OG) |       |          |

| バーレーン・ナショナル・スタジアム（リファー） |

| 2009年11月18日 |

| 香港 | 0 - 4 | 日本                                                                 |
|      |       | 長谷部誠 32分 · 佐藤寿人 74分 · 中村俊輔 84分 · 岡崎慎司 90+1分 (PK) |

| 香港スタジアム（香港） |

| 2010年1月6日 |

| イエメン                      | 2 - 3 | 日本                      |
| ファドリー 13分 · アボド 39分 |       | 平山相太 42分, 55分, 79分 |

| アリー・ムフシン・スタジアム（サナア） |

| 2010年1月6日 |

| バーレーン                                            | 4 - 0 | 香港 |
| アブドゥッラティーフ 35分, 40分, 44分 · アドナン 79分 |       |      |

| バーレーン・ナショナル・スタジアム（リファー） |

| 2010年1月20日 |

| イエメン | 3 - 0 | バーレーン |
|          |       |            |

| アリー・ムフシン・スタジアム（サナア） |

| 2010年3月3日 |

| 日本                            | 2 - 0 | バーレーン |
| 岡崎慎司 36分 · 本田圭佑 90+2分 |       |            |

| 豊田スタジアム（豊田） |

| 2010年3月3日 |

| 香港 | 0 - 0 | イエメン |
|      |       |          |

| 香港スタジアム（香港） |

### グループ B
| 順 位 | チーム         | 勝 点 | 試 合 | 勝 利 | 引 分 | 敗 戦 | 得 点 | 失 点 | 点 差 |
| ----- | -------------- | ----- | ----- | ----- | ----- | ----- | ----- | ----- | ----- |
| 1     | オーストラリア | 11    | 6     | 3     | 2     | 1     | 6     | 4     | +2    |
| 2     | クウェート     | 9     | 6     | 2     | 3     | 1     | 6     | 5     | +1    |
| 3     | オマーン       | 8     | 6     | 2     | 2     | 2     | 4     | 4     | 0     |
| 4     | インドネシア   | 3     | 6     | 0     | 3     | 3     | 3     | 6     | -3    |

| 2009年1月19日 |

| オマーン | 0 - 0 | インドネシア |
|          |       |              |

| スルタン・カーブース・スポーツコンプレックス（マスカット） |

| 2009年1月28日 |

| クウェート | 0 - 1 | オマーン    |
|            |       | ラビア 64分 |

| アル・サダーカ・ワル・サラーム・スタジアム（クウェートシティ） |

| 2009年1月28日 |

| インドネシア | 0 - 0 | オーストラリア |
|              |       |                |

| ゲロラ・ブン・カルノ・スタジアム（ジャカルタ） |

| 2009年3月5日 |

| オーストラリア | 0 - 1 | クウェート  |
|                |       | ネダー 38分 |

| キャンベラ・スタジアム（キャンベラ） |

| 2009年10月14日 |

| オーストラリア | 1 - 0 | オマーン |
| ケーヒル 74分  |       |          |

| エティハド・スタジアム（メルボルン） |

| 2009年11月14日 |

| クウェート                     | 2 - 1 | インドネシア    |
| アル＝ムタウワ 61分 (PK), 87分 |       | パムンカス 33分 |

| アル・クウェート・スポーツ・クラブ・スタジアム（クウェートシティ） |

| 2009年11月14日 |

| オマーン         | 1 - 2 | オーストラリア                        |
| アイル 15分 (PK) |       | ウィルクシャー 43分 · エマートン 82分 |

| スルタン・カーブース・スポーツコンプレックス（マスカット） |

| 2009年11月18日 |

| インドネシア      | 1 - 1 | クウェート    |
| スダルソノ 45+4分 |       | アジャブ 72分 |

| ゲロラ・ブン・カルノ・スタジアム（ジャカルタ） |

| 2010年1月6日 |

| クウェート                  | 2 - 2 | オーストラリア                        |
| バンダル 40分 · ナセル 44分 |       | ウィルクシャー 2分 · ヘファーナン 4分 |

| アル・クウェート・スポーツ・クラブ・スタジアム（クウェートシティ） |

| 2010年1月6日 |

| インドネシア  | 1 - 2 | オマーン                          |
| ソロッサ 45分 |       | バシール 32分 · アル＝アジミ 52分 |

| ゲロラ・ブン・カルノ・スタジアム（ジャカルタ） |

| 2010年3月3日 |

| オーストラリア | 1 - 0 | インドネシア |
| ミリガン 42分  |       |              |

| サンコープ・スタジアム（ブリスベン） |

| 2010年3月3日 |

| オマーン | 0 - 0 | クウェート |
|          |       |            |

| スルタン・カーブース・スポーツコンプレックス（マスカット） |

### グループ C
- インドはAFCチャレンジカップ2008で優勝し、本大会の出場権を得たため、このグループのみ3チームで争われる。

| 順 位 | チーム           | 勝 点 | 試 合 | 勝 利 | 引 分 | 敗 戦 | 得 点 | 失 点 | 点 差 |
| ----- | ---------------- | ----- | ----- | ----- | ----- | ----- | ----- | ----- | ----- |
| 1     | アラブ首長国連邦 | 9     | 4     | 3     | 0     | 1     | 7     | 1     | +6    |
| 2     | ウズベキスタン   | 9     | 4     | 3     | 0     | 1     | 7     | 3     | +4    |
| 3     | マレーシア       | 0     | 4     | 0     | 0     | 4     | 2     | 12    | -10   |

| 2009年1月21日 |

| マレーシア | 0 - 5 | アラブ首長国連邦                                             |
|            |       | オマル 29分, 45+1分 (PK) · マタル 62分, 76分 · A.カリル 85分 |

| KLFAスタジアム（クアラルンプール） |

| 2009年1月28日 |

| アラブ首長国連邦 | 0 - 1 | ウズベキスタン |
|                  |       | タジエフ 30分  |

| シャールジャ・スタジアム（シャールジャ） |

| 2009年11月14日 |

| ウズベキスタン                          | 3 - 1 | マレーシア            |
| ジェパロフ 46分 · ゲインリフ 57分, 65分 |       | ザフアン・アドハ 68分 |

| JARスタジアム（タシュケント） |

| 2009年11月18日 |

| マレーシア        | 1 - 3 | ウズベキスタン                                |
| バクティアル 73分 |       | ガフロフ 33分 · ナシモフ 59分 · カパーゼ 74分 |

| ブキット・ジャリル国立競技場（クアラルンプール） |

| 2010年1月6日 |

| アラブ首長国連邦 | 1 - 0 | マレーシア |
| A.カリル 90+3分  |       |            |

| アル・シャバーブ・スタジアム（ドバイ） |

| 2010年3月3日 |

| ウズベキスタン | 0 - 1 | アラブ首長国連邦  |
|                |       | バルガシュ 90+2分 |

| パフタコール・マルカジイ・スタジアム（タシュケント） |

### グループ D
| 順 位 | チーム   | 勝 点 | 試 合 | 勝 利 | 引 分 | 敗 戦 | 得 点 | 失 点 | 点 差 |
| ----- | -------- | ----- | ----- | ----- | ----- | ----- | ----- | ----- | ----- |
| 1     | シリア   | 14    | 6     | 4     | 2     | 0     | 10    | 2     | +8    |
| 2     | 中国     | 13    | 6     | 4     | 1     | 1     | 13    | 5     | +8    |
| 3     | ベトナム | 5     | 6     | 1     | 2     | 3     | 6     | 11    | -5    |
| 4     | レバノン | 1     | 6     | 0     | 1     | 5     | 2     | 13    | -11   |

| 2009年1月14日 |

| ベトナム                                                                  | 3 - 1 | レバノン      |
| グエン・ミン・フオン 12分 · レ・コン・ビン 30分 · グエン・ヴ・フオン 70分 |       | モグラビ 75分 |

| ミーディン国立競技場（ハノイ） |

| 2009年1月14日 |

| シリア                                                     | 3 - 2 | 中国                    |
| アル＝サイード 8分 (PK), 24分 · アル＝ハティーブ 39分 (PK) |       | 曲波 51分 · 劉健 90+4分 |

| アレッポ国際スタジアム（アレッポ） |

| 2009年1月21日 |

| 中国                                                       | 6 - 1 | ベトナム                |
| 郜林 2分, 20分, 84分 · 杜威 27分 · 姜寧 37分 · 蒿俊閔 47分 |       | グエン・ヴ・フオン 11分 |

| 杭州黄龍体育中心（杭州） |

| 2009年1月28日 |

| レバノン | 0 - 2 | シリア                                      |
|          |       | アル＝フサイン 37分 · アル＝ハティーブ 78分 |

| サイダ国際スタジアム（サイダ） |

| 2009年11月14日 |

| レバノン | 0 - 2 | 中国                  |
|          |       | 于海 44分 · 曲波 73分 |

| ベイルート・ムニシパル・スタジアム（ベイルート） |

| 2009年11月14日 |

| ベトナム | 0 - 1 | シリア        |
|          |       | ラフェ 90+4分 |

| ミーディン国立競技場（ハノイ） |

| 2009年11月18日 |

| シリア | 0 - 0 | ベトナム |
|        |       |          |

| アレッポ国際スタジアム（アレッポ） |

| 2009年11月22日 |

| 中国      | 1 - 0 | レバノン |
| 杜威 21分 |       |          |

| 杭州黄龍体育中心（杭州） |

| 2010年1月6日 |

| レバノン        | 1 - 1 | ベトナム                    |
| エル・アリ 20分 |       | ファム・タイン・ルオン 40分 |

| サイダ国際スタジアム（サイダ） |

| 2010年1月6日 |

| 中国 | 0 - 0 | シリア |
|      |       |        |

| 杭州黄龍体育中心（杭州） |

| 2010年1月17日 |

| ベトナム                 | 1 - 2 | 中国                    |
| レ・コン・ビン 76分 (PK) |       | 楊旭 35分 · 張琳芃 43分 |

| ミーディン国立競技場（ハノイ） |

| 2010年3月3日 |

| シリア                                                                                     | 4 - 0 | レバノン |
| アッ＝ズィーノー 4分 · アル＝アーガー 10分 · J.アル＝フサイン 47分 · A.アル＝フサイン 60分 |       |          |

| アッバーシーン・スタジアム（ダマスカス） |

### グループ E
| 順 位 | チーム       | 勝 点 | 試 合 | 勝 利 | 引 分 | 敗 戦 | 得 点 | 失 点 | 点 差 |
| ----- | ------------ | ----- | ----- | ----- | ----- | ----- | ----- | ----- | ----- |
| 1     | イラン       | 13    | 6     | 4     | 1     | 1     | 11    | 2     | +9    |
| 2     | ヨルダン     | 8     | 6     | 2     | 2     | 2     | 4     | 4     | 0     |
| 3     | タイ         | 6     | 6     | 1     | 3     | 2     | 3     | 3     | 0     |
| 4     | シンガポール | 6     | 6     | 2     | 0     | 4     | 6     | 15    | -9    |

| 2009年1月14日 |

| イラン                                                                              | 6 - 0 | シンガポール |
| ゴラムネジャド 43分 · バゲリ 52分 · レザイー 55分 · ザレ 80分 · ヌーリー 82分, 83分 |       |              |

| アザディ・スタジアム（テヘラン） |

| 2009年1月14日 |

| ヨルダン | 0 - 0 | タイ |
|          |       |      |

| アンマン国際スタジアム（アンマン） |

| 2009年1月28日 |

| シンガポール                        | 2 - 1 | ヨルダン         |
| カスミル 21分 · アラム・シャー 63分 |       | アケル 41分 (PK) |

| ナショナルスタジアム（シンガポール） |

| 2009年1月28日 |

| タイ | 0 - 0 | イラン |
|      |       |        |

| ラジャマンガラ・スタジアム（バンコク） |

| 2009年11月14日 |

| シンガポール             | 1 - 3 | タイ                                               |
| ファフルディン 84分 (PK) |       | スックソムギット 12分 (PK), 81分 · チャイマン 75分 |

| ナショナルスタジアム（シンガポール） |

| 2009年11月14日 |

| イラン        | 1 - 0 | ヨルダン |
| ネクナム 72分 |       |          |

| アザディ・スタジアム（テヘラン） |

| 2009年11月18日 |

| タイ | 0 - 1 | シンガポール    |
|      |       | ドゥリッチ 38分 |

| ラジャマンガラ・スタジアム（バンコク） |

| 2009年11月22日 |

| ヨルダン      | 1 - 0 | イラン |
| ディーブ 78分 |       |        |

| キング・アブドゥッラー・スタジアム（アンマン） |

| 2010年1月6日 |

| シンガポール        | 1 - 3 | イラン                                                   |
| アラム・シャー 32分 |       | アギーリー 11分 (PK) · マアダンチー 12分 · レザイー 63分 |

| ナショナルスタジアム（シンガポール） |

| 2010年1月6日 |

| タイ | 0 - 0 | ヨルダン |
|      |       |          |

| ラジャマンガラ・スタジアム（バンコク） |

| 2010年3月3日 |

| イラン        | 1 - 0 | タイ |
| ネクナム 90分 |       |      |

| アザディ・スタジアム（テヘラン） |

| 2010年3月3日 |

| ヨルダン                         | 2 - 1 | シンガポール        |
| アル・サイフィ 9分 · アナス 60分 |       | アラム・シャー 48分 |

| キング・アブドゥッラー・スタジアム（アンマン） |

## 日本戦の中継
日本戦のテレビ中継は、地上波では初戦のイエメン戦が日本テレビ系列で放送された以外は放映されなかった。NHK BS1ではホーム戦と香港でのアウェー戦が放送された。アウェーのバーレーンおよびイエメン戦はテレビ放映は無く、LiveSports.jpで有料配信された。